# Deseő Dezső (orvos)
Nagyemőkei Deseő Dezső Mária József Imre (Nagybáb-Szeszgyár major, 1893. január 30. – Budapest, 1967. május 12.) orvos, egyetemi oktató.

## Élete
Deseő Dezső (1862-1923) uradalmi intéző és gombai Zalka Józsa (1866-1926) fia.
1902-1910 között a nyitrai piarista főgimnáziumban tanult és érettségizett, ahol a vívásban és Mária-kongregációban is részt vett, illetve a Dugonics-önképzőkör alelnöke volt. 1913-ban a Budapesti Tudományegyetemen szerzett orvosi diplomát.
1913-1917 között díjtalan gyakornok volt, később tanársegéd lett az Egyetemi Élettani Intézetben. Az első világháború végén olasz hadifogságba esett. 
Hazatérte után, 1919-ben magántanárrá nevezték ki. 1920-ban fogorvosi diplomát szerzett. 1922-ben az Állatorvosi Főiskolára került segédtanárnak. 1925-1926-ban ösztöndíjjal a Londoni Egyetem gyógyszertani laboratóriumában és a Lipcsei Egyetem állatélettani intézetében végzett kutatásokat. Hazatérése után 1925-től az Állatorvosi Főiskola rendkívüli tanára, 1927-től nyilvános rendkívüli tanára, 1928-tól a Budapesti Tudományegyetem magántanára, majd 1929-től az Állatorvosi Főiskolán az élet- és szövettan nyilvános rendes tanára lett. 1926-1941 között a Testnevelési Főiskolán az élet- és mozgástan megbízott előadója volt. 1934-től az átszervezett Műegyetem Élet- és Szövettani Tanszékének nyilvános rendes tanára volt. 1942-1943-ban a Műegyetem Mezőgazdasági és Állatorvosi Kar dékánja volt. 1948-ban, az egyetem átszervezésekor nyugdíjazták. Ezután a Központi Stomatológiai Intézet fogszakorvosa volt haláláig.
Elsősorban a vérképző szervek és a vérkeringés problémakörével foglalkozott. 1953-ben megszerkesztette az ún. Deseő-féle tömegoltó készüléket, amely segítségével közvetlen vérátömlesztés végezhető állatból állatba.
1936-ban a Szent István Akadémia IV. osztálya tagjává választották.
Hamvait a Farkasréti temetőben helyezték el. 1996-ban urnáját családja elvitte.

## Művei
- 1934 A tréning élettana. Budapest.
- 1943 A szív és a vérkeringés. Budapest.
- 1944 Az ember. Budapest. (tsz. Csik Lajos)
- 1947 A kreatin phosphorsav szerepe az izomösszehúzódásban. Budapest.
- 1947 Élettan. Budapest.
- 1948 Állatorvosi élettan I-II.